# Olha Saladukha
Olha Saladukha (ucraniano: Ольга Саладуха; Donetsk, 4 de junho de 1983) é uma ex-atleta ucraniana campeã mundial e medalhista olímpica do salto triplo. 
Foi medalha de ouro no Campeonato Mundial de Atletismo de 2011 em Daegu, Coreia do Sul e medalhista olímpica nos Jogos de Londres 2012. Também foi campeã europeia por três vezes. Em janeiro de 2022 anunciou que se ia retirar da carreira desportiva. Desde 2019, é deputada no parlamento ucraniano, eleita pelo partido Servo do Povo.